# Singles & Rarities
Singles & Rarities – Zbiór singli i niepublikowanych wcześniej nagrań The 4-Skins z lat 1981–1984. Płyta wydana w 2000 roku przez firmę Captain Oi! Records.

## Lista utworów
1. Wonderful World
2. Chaos
3. Clockwork Skinhead
4. Evil
5. A.C.A.B.
6. I Don't Wanna Die
7. Yesterday's Heroes
8. 1984
9. Sorry
10. Evil
11. One Law for Them
12. Brave New World
13. Merry Christmas Everybody
14. Yesterday's Heroes
15. Justice
16. Get Out of My Life
17. Low Life
18. Bread or Blood
19. Plastic Gangsters
20. Norman
21. Seems to Me
22. Chaos (Herbert Version)
23. On the Streets